# Sigmatomera apicalis
Sigmatomera apicalis är en tvåvingeart som beskrevs av Alexander 1914. Sigmatomera apicalis ingår i släktet Sigmatomera och familjen småharkrankar.
Artens utbredningsområde är Guyana. Inga underarter finns listade i Catalogue of Life.